# Michael Brook
Michael Brook (ur. 1951 w Toronto, w Kanadzie) – kanadyjski gitarzysta, producent, kompozytor muzyki filmowej.
W 1996 był nominowany do nagrody Grammy za pracę produkcyjną albumu Night Song i jako współautor z pakistańskim piosenkarzem Nusratem Fatehem Alim Khanem. 
W 2008 ścieżka dźwiękowa do biograficznego dramatu przygodowego Seana Penna Wszystko za życie (Into the Wild, 2007) z Emile Hirschem, Marcią Gay Harden i Williamem Hurtem została nominowana do nagrody Złotego Globu.
Wniósł także utwór do ścieżki dźwiękowej The Edge do filmu kryminalnego Zniewolona (Captive, 1986) z udziałem Olivera Reeda i Xaviera Deluca. Motywy zagrane na gitarze Brooka zostały później wykorzystane przez The Edge na płycie U2 The Joshua Tree (1987).
Dwa filmy z muzyką Brooka, melodramat Johna Crowleya Brooklyn (2015) z Saoirse Ronan i dramat Claudii Llosy Do nieba (No llores, vuela, 2014) z Jennifer Connelly, miały swoją premierę na Sundance Film Festival w 2015.
Zdobył nagrody ASCAP - w 2011 za muzykę do biograficznego dramatu sportowego Davida O. Russella Fighter (2010) z Markiem Wahlbergiem i Christianem Bale oraz w 2013 za muzykę dramatu I że cię nie opuszczę (2012) z Channingiem Tatumem i Rachel McAdams. 